# ویلانتیتسه
ویلانتیتسه (به چکی: Vilantice) یک منطقهٔ مسکونی در جمهوری چک است که در شهرستان تروتنوف واقع شده‌است.